# Elżbieta Kalinowska
Elżbieta Kalinowska-Motkowicz (ur. w 1945 w Orzechowcach k. Przemyśla) – polska artystka, zajmuje się malarstwem, rysunkiem i instalacją. W latach 1969–1974 studiowała na Wydziale Malarstwa ASP w Krakowie. Dyplom uzyskała w 1974 roku w pracowni Jonasza Sterna.
Autorka Spotkania Artystów i Krytyków Sztuki w Koszalinie w 1989 roku, które odbyło się pod hasłem Sztuka jako gest prywatny oraz Ogólnopolskich Spotkań Artystów w Krasiczynie w latach 1993 i 1994.
Wykłada Rysunek w Instytucie Wzornictwa Politechniki Koszalińskiej.

## Wybrane wystawy i wydarzenia artystyczne
- 1979 – Po drugiej stronie, Galeria„U”, Koszalin
- 1981 – Fragmenty życiorysu, mieszkanie prywatne, Koszalin
- 1984 – Kolęda artystyczna, Koszalin
- 1986 – Znak i przestrzeń, Galeria Wschodnia, Łódź
- 1987 – II Biennale Sztuki Nowej, Zielona Góra
- 1987 – Znak i przestrzeń, Karlino
- 1988 – Zapis znaku, Galeria Wschodnia, Łódź
- 1988 – III Międzynarodowe Triennale Rysunku, Wrocław
- 1988 – Prezentacja Galerii Labirynt, Halifax
- 1989 – Rysunek, CSW Zamek Ujazdowski, Warszawa
- 1989 – Lochy Manhattanu, Łódź
- 1990 – Galeria BWA, Lublin
- 1990 – Zapis znaku, Galeria Wschodnia, Łódź
- 1990 – Konstrukcja w Procesie, Muzeum Włókiennictwa, Łódź
- 1990 – Kręgi Wschodniej, CSW Zamek Ujazdowski, Warszawa
- 1992 – Sztuka osobna, czyli Republika Artystów Niezależnych, CSW Zamek Ujazdowski, Warszawa
- 1993 – Zapraszam do mojego wnętrza, Galeria BWA, Białystok
- 1993 – Moje ulubione labirynty, Galeria Stara, Lublin
- 1994 – ...i nie wiem jak to jest możliwe, Galeria Prowincjonalna, Słubice